# Роки Ривер (Охајо)
Роки Ривер (енгл. Rocky River) град је у америчкој савезној држави Охајо.

## Демографија
По попису из 2010. године број становника је 20.213, што је 522 (-2,5%) становника мање него 2000. године.
| Група             | 2000.          | 2010.          |
| Белци             | 19.891 (95,9%) | 19.040 (94,2%) |
| Афроамериканци    | 84 (0,4%)      | 204 (1,0%)     |
| Азијати           | 276 (1,3%)     | 359 (1,8%)     |
| Хиспаноамериканци | 248 (1,2%)     | 367 (1,8%)     |
| Укупно            | 20.735         | 20.213         |